# Vix vagans
Vix vagans is een mosdiertjessoort uit de familie van de Vicidae. De wetenschappelijke naam van de soort is voor het eerst geldig gepubliceerd in 1912 door Thornely.